# 休息権
休息権（きゅうそくけん）とは憲法典に定められた労働の権利規定である。

## 概要

### 日本国憲法
現在の日本においては日本国憲法第27条第2項に定められていて、基準は法律で定めることになっている。政府案になかった「休息」が入っているのは、1936年制定のソビエト社会主義共和国連邦憲法（いわゆるスターリン憲法）が特に休息の権利を規定しているのを受けて、憲法研究会の憲法草案の影響を受けた当時の日本社会党が衆議院の審議の際、修正させたからとしている。